# تاتا استیل اروپا
تاتا استیل اروپا (انگلیسی: Tata Steel Europe) شرکت فولاد بریتانیایی است، که در سال ۱۹۹۹ توسط شرکت تاتا استیل تأسیس شد.